# 鋼鉄の歩み
『鋼鉄の歩み』（こうてつのあゆみ、仏:  Le Pas d'Acier ）は、バレエ・リュス（ロシア・バレエ団）が1927年に上演した2場からなるバレエ作品、またセルゲイ・プロコフィエフが作曲した同バレエのための音楽（作品41）。

## 成立の過程
1925年6月にパリで初演された交響曲第2番の不評によって自信を喪失していたプロコフィエフに対し、同年夏、バレエ・リュスの主宰者セルゲイ・ディアギレフはバレエ音楽の作曲を依頼した。プロコフィエフは、当時バレエ・リュスで成功をおさめていた「フランス6人組」のメンバー（『うるさ方』（1924年）のジョルジュ・オーリック、『青列車』（同年）のダリウス・ミヨー、『牝鹿』（同年）のフランシス・プーランク）のような作品は書けないと断ったが、ディアギレフはプロコフィエフ自身のスタイルで、ソビエト連邦をテーマにした作品を作るように指示した。
台本は当初イリヤ・エレンブルグに依頼する予定であったが実現せず、舞台美術担当となったゲオルギー・ヤクロフ（1884年 - 1928年）とプロコフィエフが共同で台本を作成した。2人はバレエのテーマを、当時のソビエト連邦で進行しつつあった工業の発展とし、ハンマーや斧を振るう労働者を登場させることで合意した。ディアギレフもこれを了承し、『鋼鉄の歩み』のタイトルを与えた。

## あらすじ
- 第1場：革命による帝政ロシアの崩壊。
- 第2場：社会主義国家の建設。

## 初演
1927年6月7日、サラ・ベルナール劇場におけるバレエ・リュスのパリ公演で初演された。指揮はロジェ・デゾルミエール、振付はレオニード・マシーン。ディアギレフは白系ロシア人らによる示威行動を警戒していたが、目立った騒動も起きず、文句なしの大成功に終わった。ただし、かつてバレエ・リュスの美術担当であったアレクサンドル・ブノワは、第1場における没落した貴族のシーンにショックを受け、イーゴリ・ストラヴィンスキーは舞台上でハンマーを振るダンサーに嫌悪感を持ったという。
パリ公演に引き続きロンドン公演も無事に終わった。反社会主義者に対する警戒心から、ディアギレフは威嚇用のピストルを持ってオーケストラピットで待機していたという。
その後、1931年にレオポルド・ストコフスキー指揮によってニューヨークのメトロポリタン劇場で上演された際に、資本主義国の中心地でなびく社会主義の赤い旗を見て、プロコフィエフは爽快に感じたという。

## 組曲版
バレエ音楽の中から、以下の4曲が抜粋されて組曲（作品41bis）が作られた。
1. 登場人物の紹介
2. 人民委員、兵士と市民
3. 船員と働く女
4. 工場

1928年5月27日、モスクワにおいてV.サヴィッチの指揮により初演された。しかし、プロコフィエフは単なるバレエ音楽の縮小版には不満を持っており、1931年春に第2、第4曲をバレエをもとに再編曲した。

## その他
同時期の、機械化文明を扱った楽曲としてはアルテュール・オネゲルが1923年に作曲した『パシフィック231』や、アレクサンドル・モソロフが1926年に作曲した『鉄工場』（バレエ『鋼鉄』による）などがある。